# استیپل بامپستد
استیپل بامپستد (به انگلیسی: Steeple Bumpstead) یک روستا و محله مدنی در بریتانیا است که در برینتری واقع شده‌است. استیپل بامپستد ۱٬۶۲۷ نفر جمعیت دارد.